# Hasuliya
Hasuliya (nep. हसुलिया) – gaun wikas samiti w zachodniej części Nepalu w strefie Seti w dystrykcie Kailali. Według nepalskiego spisu powszechnego z 2001 roku liczył on 1880 gospodarstw domowych i 14040 mieszkańców (6829 kobiet i 7211 mężczyzn).